# El discurso del rey
El discurso del rey —título original: The King's Speech— es una película británica de 2010 dirigida por Tom Hooper a partir del guion escrito por David Seidler. Pertenece a los géneros dramático e histórico. La trama gira en torno al príncipe Alberto, duque de York quien, para vencer la tartamudez, acude al fonoaudiólogo australiano Lionel Logue. Ambos traban amistad mientras trabajan juntos y, cuando Eduardo VIII abdica del trono, el nuevo rey Jorge VI se apoya en Logue para que lo ayude a realizar la transmisión de radio sobre la declaración de guerra a Alemania en 1939.
Seidler padeció tartamudez en su infancia, y previamente a su participación en la película, había leído la biografía de Jorge VI. En la década de 1980 comenzó a escribir esbozos para un guion sobre la relación entre el monarca y su fonoaudiólogo, pero a petición de la viuda del rey, Isabel Bowes-Lyon, abandonó el trabajo hasta después de que ella falleciera. Más tarde lo reescribió centrándose en la relación entre los protagonistas. Nueve semanas antes de que comenzara el rodaje, se descubrieron unos cuadernos de Logue y se incorporaron algunas frases suyas al guion.
El rodaje se realizó en Londres y en otros lugares del Reino Unido, de noviembre de 2009 a enero de 2010. Las escenas iniciales de la película se filmaron en el estadio Elland Road en Leeds y en el Estadio Odsal en Bradford. Las escenas en interiores se rodaron en Lancaster House en sustitución del palacio de Buckingham y la catedral de Ely en vez de la abadía de Westminster. La fotografía difiere de la empleada en otras películas del género: se utilizó una iluminación más «intensa» para darle mayor repercusión emotiva a la trama y objetivos más amplios de lo normal, con la finalidad de recrear el sentimiento de opresión del monarca. Otra técnica de Hooper consistió en el encuadre excéntrico de los personajes: en su primera consulta con Logue, Jorge VI aparece encorvado en una esquina del sofá que está situado en uno de los extremos del plano.
Estrenada en el Reino Unido el 7 de enero de 2011, El discurso del rey tuvo un gran éxito comercial y recibió buenas críticas. Los censores calificaron la película como apta solo para mayores de quince años debido al uso de lenguaje soez, aunque rectificaron tras recibir las críticas de los productores y los distribuidores nacionales. Por otra parte, en Estados Unidos se quitó el sonido a algunas palabras malsonantes. Con un presupuesto de ocho millones de libras esterlinas, recaudó cerca de 400 millones de dólares en todo el mundo. En general recibió elogios de los críticos cinematográficos por su estilo fotográfico, su dirección artística y sus actuaciones. Algunos especialistas discutieron la precisión histórica de algunos detalles, especialmente el hecho de que Winston Churchill abandonara su oposición a la abdicación. La película recibió muchos premios y nominaciones, particularmente por la actuación de Colin Firth, quien ganó un Globo de Oro al mejor actor; a pesar de ser la película con más nominaciones, no le otorgaron ningún otro premio en esta ceremonia. El discurso del rey ganó siete premios BAFTA otorgados por la Academia Británica de las Artes Cinematográficas y de la Televisión, entre los que se cuentan el de mejor película, mejor actor (Firth), mejor actor de reparto (Geoffrey Rush) y mejor actriz de reparto (Helena Bonham Carter). Además, ganó cuatro premios Óscar: a la mejor película, al mejor director (Hooper), al mejor actor (Firth) y al mejor guion original (Seidler).

## Argumento
La película inicia con la escena donde el príncipe Alberto, duque de York (Colin Firth), segundo hijo de Jorge V, tartamudea durante el discurso de clausura de la British Empire Exhibition de 1925, en el Estadio de Wembley. Si bien ya había perdido la esperanza de curarse, su esposa Isabel (Helena Bonham Carter) lo convence para que vaya a ver a Lionel Logue (Geoffrey Rush), un fonoaudiólogo australiano que vive en Londres. En su primera sesión, Logue rompe con la etiqueta real e insiste en llamar a su paciente «Bertie», un apodo utilizado solo en el círculo familiar del duque. Cuando Alberto decide que los métodos y los modales de Logue son inapropiados, el logopeda apuesta un chelín a que el duque puede recitar sin problemas el monólogo de Hamlet «Ser o no ser», mientras escucha Las bodas de Fígaro con auriculares y lo graba con un gramófono. Convencido de que su tartamudez persistía, el duque abandona el consultorio enfadado y afirmando que su condición es «desesperada»; el fonoaudiólogo le ofrece su grabación como recuerdo.

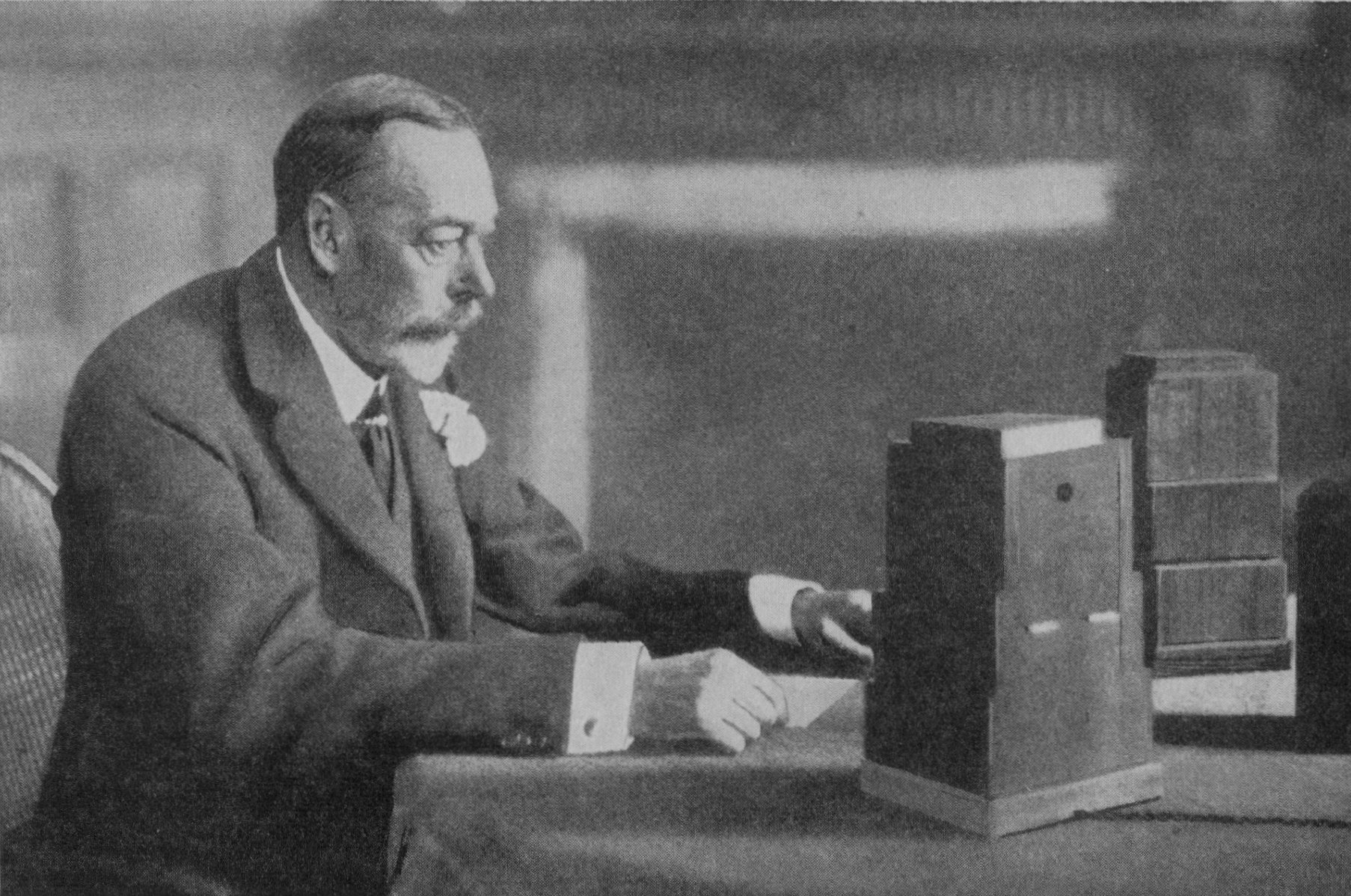
El rey Jorge V transmitiendo su mensaje navideño de 1934; esta escena se recreó en la película

Después de que el rey Jorge V (Michael Gambon) transmitiera su discurso navideño de 1934 a través de la radio, le explica a Alberto la importancia de la radiodifusión para la monarquía moderna. Le dice también que «David» (Eduardo, el príncipe de Gales, interpretado por Guy Pearce), su hermano mayor, traerá desgracia para sí mismo, la familia y el país cuando suba al trono y que dejaría al canciller Hitler y al premier Stalin ordenar las prioridades en Europa. El rey le pide que se prepare y que comience leyendo el discurso de su padre; el duque realiza un esfuerzo agotador para lograrlo.
Más tarde, Alberto reproduce la grabación de Logue y se escucha a sí mismo recitar a Shakespeare muy seguro. Vuelve a verlo con su esposa, pero le pide que no profundice en su vida privada y solo se enfoque en los aspectos físicos. Logue le enseña a relajar sus músculos y técnicas para controlar su respiración, pero continúa haciendo referencia sutilmente a las raíces psicológicas de la tartamudez. El duque revela más tarde algunas de las dificultades que enfrentó en su infancia: su relación tensa con su padre, estricto y poco afectuoso, la represión de su zurdera, las tablillas metálicas dolorosas que usaba para corregir sus malformaciones en las rodillas, el abuso psicológico de su niñera, que no le daban de comer todos los días y la temprana muerte de Juan, su querido hermano menor que padecía epilepsia. Tras esto, ambos se hacen amigos.
Jorge V fallece en enero de 1936 y David asciende al trono como Eduardo VIII. Produce una gran crisis por su determinación de casarse con Wallis Simpson (Eve Best), una estadounidense de la alta sociedad que todavía está casada legalmente con su segundo marido. En una fiesta navideña en el Castillo de Balmoral, Alberto señala que el rey, como cabeza de la Iglesia anglicana, no puede casarse con Simpson, por más que llegue a conseguir el divorcio, tras lo cual su hermano lo acusa de querer usurpar el trono y afirma que sus clases de locución son una forma de prepararse, además de llamarlo «B-B-B-B-Bertie».
En su siguiente sesión, expresa su frustración por el hecho de que sus habilidades mejoraron en cuanto a hablar con otra gente, aunque no con su hermano. También revela a Logue el alcance de la pasión que Eduardo siente por Wallis. Cuando el australiano insiste en que podría ser mejor rey que su hermano, el duque califica la sugerencia como traición y se burla de su carrera actoral frustrada y sus orígenes humildes. Luego de que Eduardo VIII abdica al trono para casarse con Wallis Simpson, Alberto se convierte en Jorge VI. El nuevo rey y su esposa van a visitar a Logue a su casa para pedirle perdón y allí conocen a la esposa del australiano, que a su vez desconocía la identidad verdadera del paciente de su marido.
Mientras se realizan los preparativos para la coronación en la abadía de Westminster, Jorge VI descubre que Logue no tiene estudios; este le explica que, como profesor de locución, ayudó a recuperar el habla a los soldados australianos que volvían de la Primera Guerra Mundial con fatiga de combate. Cuando Jorge VI se muestra convencido de su ineptitud para ser rey, Logue se sienta en el Trono de Eduardo el Confesor y descalifica la Piedra de Scone. Animado por la aparente falta de respeto de Logue, el rey se sorprende a sí mismo con su súbita elocuencia, nacida del enojo.
Ante la inminente declaración de guerra a Alemania en septiembre de 1939, Jorge VI lleva a Logue al palacio de Buckingham para que lo prepare para su discurso, que será difundido por radio y escuchado por millones de personas en el Reino Unido y todo el Imperio. El rey y Logue permanecen solos en la sala con el micrófono; Jorge VI da su discurso correctamente, como si estuviera solamente con su fonoaudiólogo, quien lo guía en silencio. Al final de la transmisión, el rey habla solo, casi sin su ayuda. Finalmente, acompañado por su familia, sale al balcón y recibe los aplausos de miles de personas allí reunidas. Un pequeño cartel explica que Logue siempre estuvo presente en los discursos de Jorge VI en el transcurso de la guerra y que siguieron siendo buenos amigos por el resto de sus vidas.

## Reparto
| Actor                | Personaje                    |
| -------------------- | ---------------------------- |
| Colin Firth          | Jorge VI del Reino Unido     |
| Geoffrey Rush        | Lionel Logue                 |
| Helena Bonham Carter | Isabel Bowes-Lyon            |
| Guy Pearce           | Eduardo VIII del Reino Unido |
| Timothy Spall        | Winston Churchill            |
| Derek Jacobi         | Cosmo Gordon Lang            |
| Jennifer Ehle        | Myrtle Logue                 |
| Anthony Andrews      | Stanley Baldwin              |
| Claire Bloom         | María de Teck                |
| Eve Best             | Wallis Simpson               |
| Freya Wilson         | Princesa Isabel              |
| Tim Downie           | Enrique de Gloucester        |
| Ramona Marquez       | Princesa Margarita           |
| Michael Gambon       | Jorge V del Reino Unido      |

Fuente: IMDb

## Producción

### Antecedentes y redacción del guion
David Seidler sufrió en su infancia de una tartamudez que atribuyó a los traumas emocionales que le causaron la Segunda Guerra Mundial y el asesinato de sus abuelos en el Holocausto. El triunfo de Jorge VI en la superación de este problema del habla lo inspiró: «Aquí teníamos a un tartamudo que era rey y que tuvo que dar discursos por radio en los que todo el mundo escuchaba cada sílaba que pronunciaba e incluso así lo hizo con pasión e intensidad». Ya adulto, Seidler decidió escribir sobre el monarca. Investigó sobre su vida desde finales de los años 1970 y la década de 1980, pero encontró escasa información sobre Logue. Finalmente contactó al doctor Valentine Logue, quien accedió a hablar sobre su padre y darle sus cuadernos, siempre y cuando la reina madre, Isabel Bowes-Lyon, le diera su autorización. Como ella pidió que este trabajo no se llevara a cabo durante su vida, Seidler abandonó el proyecto.

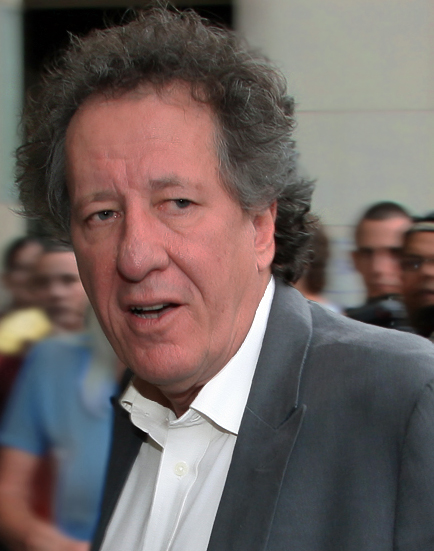
Si bien no se respetó el protocolo usual al enviar el guion a Geoffrey Rush, este aceptó participar en la película.

La reina madre murió en 2002. Tres años más tarde, Seidler retomó la historia en el transcurso de un episodio de creatividad provocado por su recuperación del cáncer. Sobre la espera de más de cincuenta años desde el momento que tuvo la idea de escribir sobre el tema, comentó que el guion hubiera sido «razonablemente bueno», pero no lo suficiente como para ganar un Óscar. También mencionó que «requería volver al sufrimiento y la soledad, al aislamiento y la frustración de ser un tartamudo. [...] Pero como un escritor más maduro, déjenme ponerlo de este modo, cuando comienzas a repasar tu vida es más fácil regresar al pasado y de ese modo fui capaz de realmente concentrarme en lo que era ser tartamudo, lo que no hubiera podido hacer de otra manera». Su investigación le permitió saber que el fonoaudiólogo recomendaba ejercicios de respiración y lo combinaba con asesoramiento psicológico para encontrar las causas subyacentes del trastorno. Con esta información, Seidler imaginó las sesiones. Después de terminar el guion se lo mostró a su esposa, quien le manifestó su agrado, pero afirmó que estaba «viciado por la técnica cinematográfica». Le sugirió que lo reescribiera como si fuera una obra de teatro y se centrara esencialmente en la relación entre el rey y Logue. Una vez terminado, lo envió a unos amigos que trabajaban en teatro en Nueva York y Londres para conocer sus opiniones.
En 2005, Joan Lane de Wilde Thyme, una compañía productora londinense, recibió una copia del guion. Lane se comunicó con Simon Egan y Gareth Unwin de Bedlam Productions y pidieron a Seidler que fuera a Londres para reescribir nuevamente la obra, esta vez para adaptarla al cine. Lane y Bedlam Productions organizaron una lectura del guion en el Pleasance Theatre, una pequeña casa en el norte de la ciudad, para un grupo de inmigrantes australianos, entre los cuales estaba la madre de Tom Hooper, quien llamó a su hijo y le dijo: «Encontré tu próximo proyecto».
En vez de intentar contactar con el representante de Geoffrey Rush, Lane le pidió a un empleado australiano que le entregara el guion en su casa, que estaba situada muy cerca de la suya en Melbourne. Unwin comentó que recibió un correo electrónico de cuatro páginas en el que el mánager de Rush lo reprendía por haber violado las normas de etiqueta, pero que finalizaba con una invitación para hablar con mayor profundidad de la propuesta. Iain Canning de See-Saw Films se involucró en el proyecto y en palabras de Unwin: «Trabajamos con el expresidente de BAFTA, Richard Price, y comenzamos a convertir esa historia de dos gruñones sentados en una habitación en algo más grande». A Hooper le gustó la historia, pero opinó que el final original debía cambiarse para reflejar los acontecimientos con mayor precisión. Afirmó al respecto: «Originalmente tenía un final más [estilo] Hollywood. [...] Si uno escucha el discurso original, [es obvio que el rey] está haciendo frente a su tartamudez. Pero el desempeño no es perfecto, [aunque] se nota que logra controlarlo».
El equipo de producción consiguió, nueve semanas antes del inicio de la filmación, un diario que pertenecía al nieto de Logue, que contenía las notas originales del terapeuta sobre el tratamiento del duque de York. En algunas cartas puede verse la etiqueta con la que Logue se dirigía a su paciente, a quien siempre se refería como «su alteza real», mientras que el rey llamaba a su fonoaudiólogo «querido Logue». Tras estos hallazgos, decidieron modificar el guion con el fin de adaptarlo a la nueva información. Hooper comentó que algunas de las líneas más memorables, como el momento culminante cuando Logue dice: «Aún tartamudea en la “W”», y la respuesta del monarca: «Bueno, he tenido que hacerlo unas cuantas veces para que supieran que era yo», provienen de citas directas de los documentos de Logue. Los cambios realizados incluyen la improvisación de Michael Gambon sobre los divagaciones de Jorge V y la decisión de vestir al duque de York con un abrigo en vez ropas de gala en la primera escena. Gracias a las nuevas fuentes, Hooper pudo saber que el rey dio el discurso de pie y sin su abrigo, a pesar de que las fotografías de la época lo muestran vestido con su traje militar. Por otra parte, según Nick Glass de CNN México: «El verdadero Lionel Logue [según se puede ver en las notas] era más respetuoso que el personaje de Geoffrey Rush, y un poco más bajo que su contraparte en la película».
Seidler consideraba que Paul Bettany era una buena opción para encarnar a Jorge VI, aunque Hooper prefería a Hugh Grant, pero ambos rechazaron el ofrecimiento. El director señaló en una entrevista que buscaba a un inglés, debido a que «aunque pensamos en un par de actores [estadounidenses], nunca pensé que pudieran entender culturalmente ese comedimiento que todos los ingleses tenemos [...] [que] es una parte esencial de un inglés. Esto hace que la historia sea más interesante, porque si alguien es reservado, aparece esta tensión en la trama». Una vez que se reunieron con Firth y lo escucharon leer su parte, el guionista y el director se convencieron de su idoneidad para el papel.
El UK Film Council asignó a la producción un millón de libras esterlinas en junio de 2009. El rodaje comenzó en diciembre de ese mismo año y duró treinta y nueve días; gran parte se filmó en las tres semanas anteriores a la Navidad, dado que Rush debía actuar en una obra teatral en enero. La disponibilidad limitada de Bonham Carter también complicó el proceso, la actriz debía trabajar en Harry Potter y las Reliquias de la Muerte en los días hábiles, por lo que las escenas donde ella aparecía debían rodarse los fines de semana.

### Ambientación

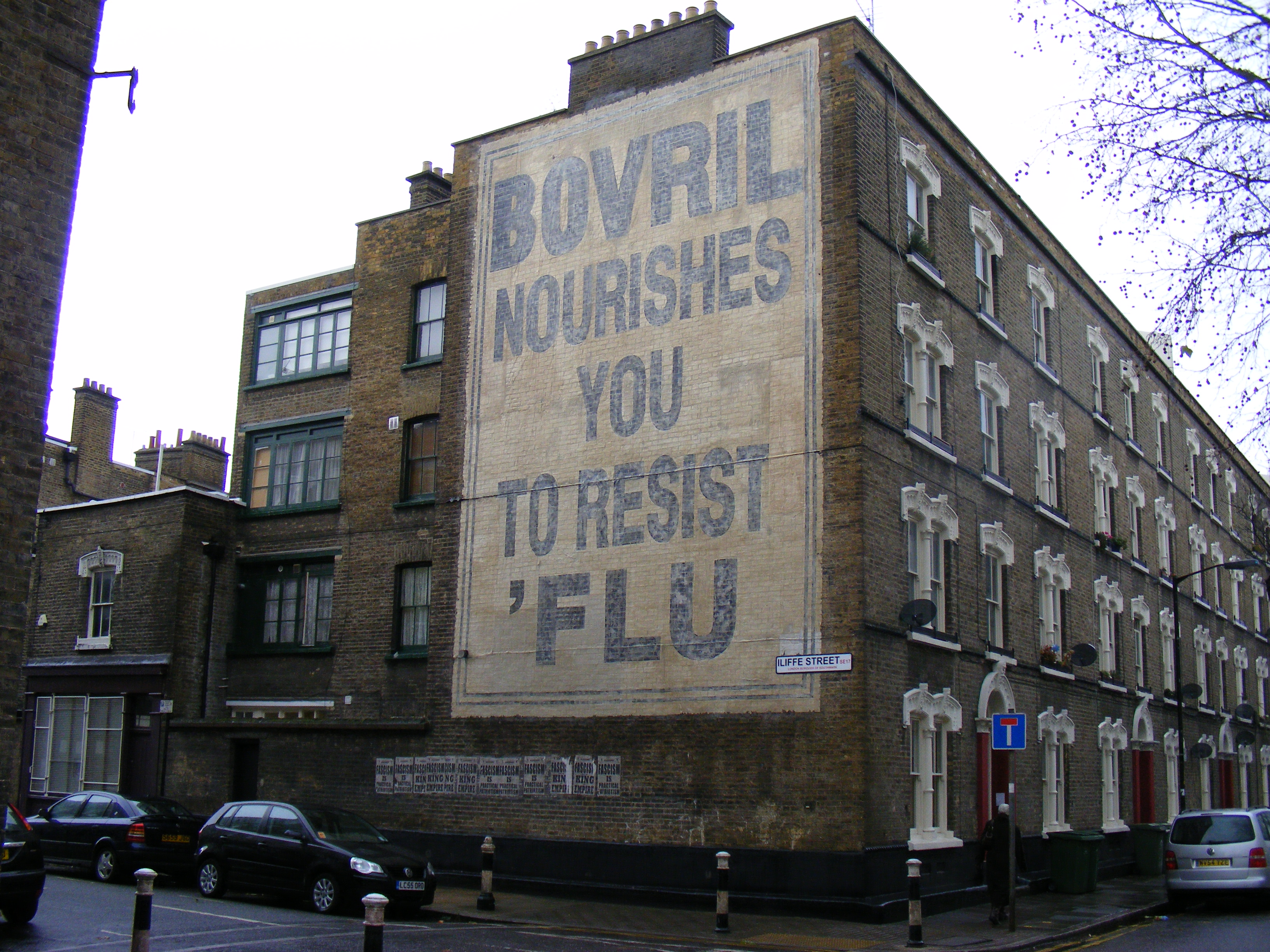
Los edificios Pullens con una publicidad que recrea las de 1930

La escenografía fue un desafío para los cineastas: se buscó representar a la auténtica Londres de esa época y, para ello, había que combinar la opulencia real con la suciedad y el abandono tras la Gran depresión utilizando un presupuesto de ocho millones de libras. El 25 de noviembre de 2009 el equipo se dirigió a los edificios Pullens en Southwark. Transformaron toda la calle en una de 1930; colocaron en los edificios carteles publicitarios, entre otros temas, sobre Bovril y el fascismo; cubrieron las calles de grava y los edificios de mugre. Un vecino de Hooper le comentó que la niebla en la ciudad en aquel entonces era tan densa que los autos necesitaban que los guiara una persona caminando. Para recrear esto, la producción echó tanto humo artificial que sonaron las alarmas antiincendio de una tienda cercana. Según el director, la filmación de estas escenas fue una buena ocasión para mostrar el contexto socioeconómico de Logue.
El 26 de noviembre, Firth, Rush y Derek Jacobi comenzaron a filmar en la catedral de Ely, que se utilizó en reemplazo de la abadía de Westminster. La producción solicitó permiso para llevar a cabo la filmación en la abadía, pero no se le concedió debido al turismo. Aunque la catedral de Lincoln es arquitectónicamente más parecida a Westminster, se optó por Ely porque era más favorable para filmar; su tamaño les permitió armar escenarios no solo para el momento de la coronación, sino para su preparación.
Para la escena en donde el rey atraviesa los interiores del palacio de Buckingham cuando se dirige a dar su discurso, se utilizó Lancaster House, una mansión perteneciente al gobierno británico. El alquiler por un día costó veinte mil libras. El Accession Council de 1936 en el palacio de St. James, donde Jorge VI prestó juramento, se filmó en febrero en el Livery Hall del Draper's Hall, una vez que el resto de la filmación estuviera concluida. Sobre estas escenas, Time Out London comentó: «Rodeado de una bandada de ancianos, extras de apariencia distinguida vestidos con ropa elegante de los novecientos, el director Tom Hooper sentía claramente la presión, agachado sobre un monitor mientras su estrella, Colin Firth, tartamudeaba durante el juramento real».
El equipo fue hasta los consultorios originales de Logue, pero eran demasiado pequeños como para filmar allí. En cambio, encontraron una habitación espaciosa y abovedada cerca de allí, en el número 33 de Portland Place. A Eve Stewart, la diseñadora de producción, le agradó tanto el efecto del empapelado sucio y despegado que lo aplicó en toda la sala. En sus comentarios, presentes en el DVD del filme, Hopper afirmó que escogió el cuarto de Portland Place porque lo consideró «vivo», a diferencia de otras casas de la época en Londres. Las escenas del duque de York en su hogar junto a su familia también se filmaron allí, con lo cual «trastocaron» las expectativas de los dramas sobre la familia real.
La primera escena de la película, que corresponde a la ceremonia de cierre de la British Empire Exhibition de 1925 en el Estadio Wembley, se filmó en Elland Road, del Leeds United y el Estadio Odsal, de los Bradford Bulls. El primero se utilizó en las partes donde se muestra al duque, nervioso por su primera presentación en público y el segundo se eligió debido a su semejanza con el Wembley de 1925. Llenaron las gradas con muñecos inflables y más de doscientos cincuenta extras vestidos con ropa de la época; para dar la impresión de que se trataba de un público real, se intercalaron los muñecos con actores de carne y hueso. Mientras se realizaba el montaje, por medio de efectos visuales se agregaron más personas en las gradas y más soldados en el campo.
Otros lugares utilizados para el rodaje incluyen Cumberland Lodge, Harley Street, Knebwortf, Hatfield House, el Old Royal Naval College de Greenwich, el Museo Textil de Queen Street Mill en Burnley y la Battersea Power Station, que remplazó a las salas de control de la BBC. La edición de la película se terminó el 31 de agosto de 2010.

### Diálogos
Para representar mejor la tartamudez de Jorge VI, Firth trabajó con Neil Swain, el profesor de vocalización de la película. Su hermana, Kate Firth, que comparte esta profesión, citó los ejercicios que probablemente el rey realizaba con Logue e hizo sugerencias sobre cómo hubiera sido la combinación entre estos y el asesoramiento psicológico del australiano. Además, Firth revisó grabaciones de los discursos del rey. En una entrevista con Allan Tyrer, publicada por la British Stammering Association, Swain afirmó: «Fue muy interesante, cuando trabajábamos en la película, pensar hasta dónde podíamos y debíamos llegar con respecto a la gravedad de la tartamudez de Jorge. Creo que un director menos valiente que Tom [Hooper] —y un actor menos valiente que Colin [Firth]— hubiera sentido la necesidad de censurar ligeramente el grado y la autenticidad de la tartamudez, [en cambio] me alegra de veras que ninguno de los dos lo haya hecho». En mayo de 2011, Firth afirmó que aún tenía rastros de su tartamudez fingida que le costaba eliminar. Al respecto comentó: «Probablemente se escuche hasta en esta entrevista, hay momentos en donde es realmente contagiosa. [...] Uno se sorprende a sí mismo haciéndolo y si comienzo a pensar en ello se puede volver peor. Nada más podría dar una perspectiva tan profunda sobre lo que se siente». En otra entrevista, el actor mencionó que para interpretar el papel debió actuar «como si su lengua materna se hubiera convertido para él en un idioma extranjero» y mencionó que se «tenía que esforzar en no tartamudear. Lo que ven los espectadores es un hombre que intenta desesperadamente no hacerlo. Y no al contrario». Dijo además que se trató del papel más difícil de su carrera.

### Doblaje
Para el doblaje en italiano, el actor de voz Luca Biagini interpretó al personaje de Colin Firth; al respecto comentó: «No fue fácil. El propósito era recrear la voz sin que el público notara la sincronización». En México, los responsables de la voz de Jorge VI fueron Salvador Delgado y Bernardo Rodríguez; en Argentina, Adrián Wowczuk y en España, Jordi Brau, que según la BBC es «la voz habitual de Robin Williams, Tom Hanks, Tom Cruise, Nicolas Cage, Sean Penn y Dennis Quaid». En este país, Juan Fernández fue el director de doblaje y el ajustador, mientras que Sally Templer fue la traductora y se utilizó el estudio Sonoblok. Otros actores de voz que participaron han sido Mario Gas, que dio su voz a Lionel Logue; Nuria Mediavilla como la reina Isabel; Luis Posada, en el papel de Eduardo VIII y Arsenio Corsellas como el rey Jorge V. Para el catalán, el director fue Quim Roca, a la vez que Lluís Comes se encargó de la traducción y los ajustes. David Arnau fue el asesor lingüístico y Jordi Olivé, el técnico de sonido; se empleó el mismo estudio. Por otra parte, la mayoría de los actores de voz antes mencionados, como Jordi Brau o Nuria Mediavilla, también doblaron la película en este idioma, aunque fue Pep Antón Muñoz quien encarnó a Lionel Logue.

### Banda sonora
Alexandre Desplat compuso la banda sonora original de la película. Dado que se trataba de un filme sobre un hombre que busca superar sus problemas del habla, intentó adaptarse a la trama y comentó al respecto: «Es una película sobre el sonido de la voz, la música debe ser sobre eso; debe ser sobre el silencio [...] [y] el tiempo». Consiste básicamente en arreglos para cuerdas y piano, cuya finalidad es acompañar la tristeza del rey y luego la creciente amistad que entabla con Logue. El minimalismo de la música pretende mostrar la lucha del protagonista por el control. A medida que la historia transcurre, los arreglos para cuerdas acompañan la amistad, cada vez más profunda, entre los dos protagonistas. La música alcanza un clímax en el momento de la coronación del monarca; Hooper originalmente quería filmar la escena sin la música, pero Desplat consideraba que ese era el auténtico punto culminante de la historia, el punto en que la amistad se veía confirmada por su decisión de confiar en el otro. El músico afirmó: «Esto es realmente extraño, generalmente [pasa] en las historias de amor». Para crear un sonido más propio de la época se usaron micrófonos antiguos de los archivos de EMI, hechos especialmente para la familia real. La música que se escucha al final de la película, mientras se transmite por radio el discurso de 1939, es el segundo movimiento —allegretto— de la Sinfonía n.º 7 de Beethoven y el editor Tariq Anwar fue quien la añadió. Cuando Desplat comenzó a componer junto con el equipo elogió y defendió la decisión de Anwar; Hooper más tarde señaló que la obra ayudaba a convertir el discurso en un evento público. El director apoyó esta decisión y comentó: «Pienso que el genio es válido siempre y para todos, ¡y creo que la idea de que hay alguna una relación entre los nazis y Beethoven sería muy discutible!». Desplat ganó un premio BAFTA en 2011 y un Grammy en la categoría de mejor banda sonora para una película; aunque también recibió nominaciones a los Óscar y a los Globo de Oro en la categoría de mejor banda sonora original.

## Características cinematográficas

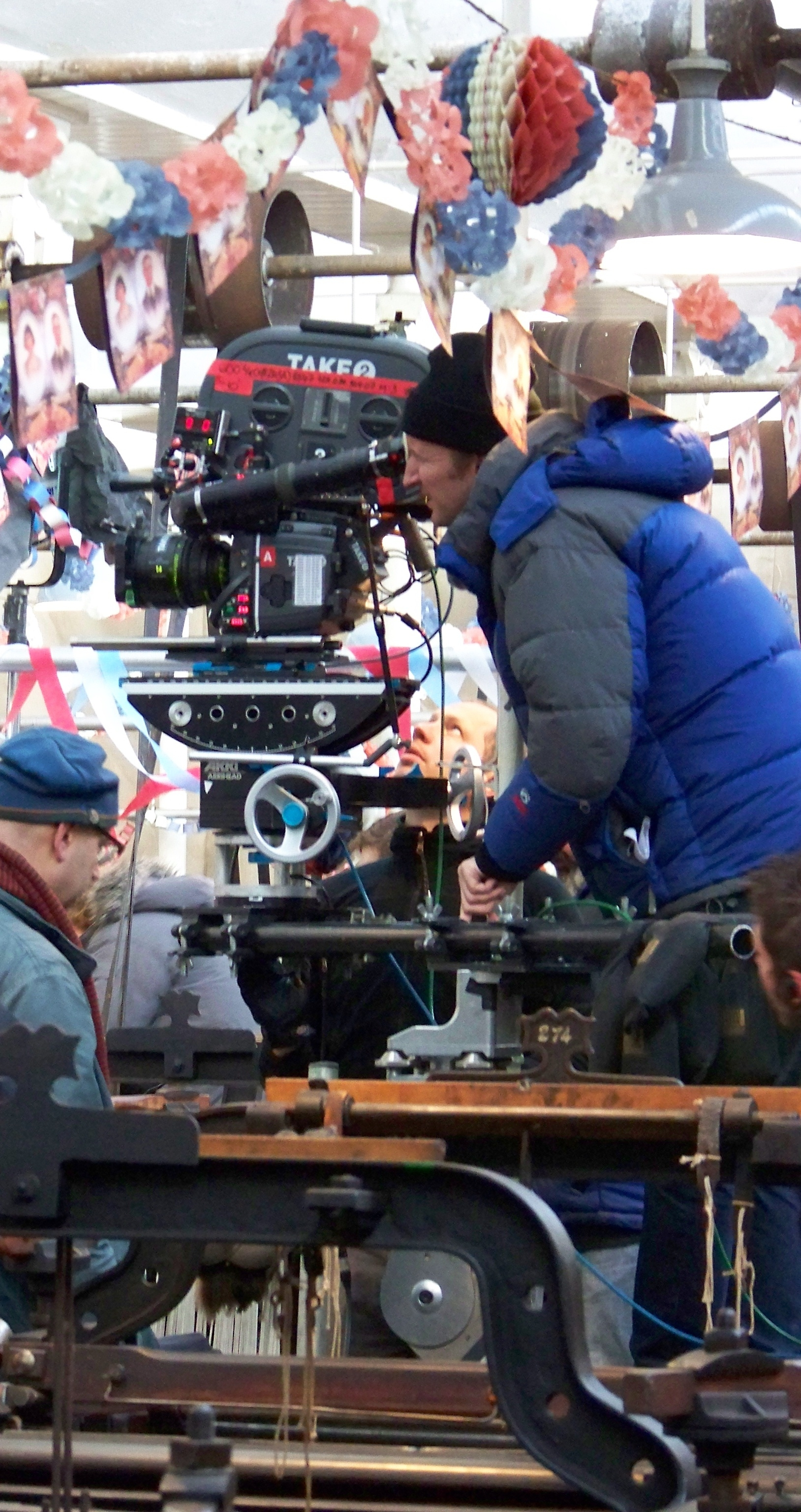
Tom Hooper manejando una cámara en el Mill Textile Museum de la Queen Street en Lancashire

Hooper utilizó numerosas técnicas cinematográficas para resaltar el sentimiento de opresión del rey. El director y el cineasta Danny Cohen usaron objetivos más amplios de lo normal para la filmación, de 14 mm, 18 mm, 21 mm, 25 mm y 27 mm debido a que la distorsión sutil de la imagen les resultó útil para expresar mejor el malestar del personaje. Por ejemplo, las tomas de cámara subjetiva utilizadas durante el primer discurso del rey que hacían un primer plano del micrófono con una lente más amplia, fueron similares a las empleadas en una de las primeras consultas del duque con un médico. Manohla Dargis, de The New York Times afirmó que la película muestra al duque de York como «condenado a vivir en una pecera, una idea que el señor Hooper hace literal por abusar de las lentes ojo de pez», aunque el director desmintió que hubiera utilizado ese tipo de tecnologías. Hooper comentó que le gusta usar los objetivos de 18 mm porque «sitúan a las personas en su contexto».
Roger Ebert destacó que la mayor parte de la acción transcurre en interiores, donde los escenarios rectangulares, los pasillos y los espacios pequeños reflejan opresión y tensión, en contraste con el énfasis en lo extenso y lo majestuoso en los dramas históricos. Hooper empleó planos generales para destacar el lenguaje corporal de los actores, en particular, el de Rush, quien estudió en la academia École Internationale de Théâtre Jacques Lecoq de París y «es por consiguiente brillante en la manera que se expresa corporalmente». Hooper primero buscó resaltar los gestos del actor, aunque acabó por destacar los movimientos de todo su cuerpo y los contornos, al igual que con Firth. En la escena de la primera consulta, se ve al duque en un extremo del sillón que está contra la pared «utilizando el reposabrazos del sofá ¿cómo un amigo, cómo una cubierta de seguridad?». En la escena donde el duque y Logue se conocen, el director tomó a los actores en «el lado erróneo del plano, [...] [lo] que te hace sentir algo incómodo [cuando observas]» y también buscó representar al rey en «relación con el espacio negativo». Sobre esto, comentó: «Trataba de encontrar una analogía visual con lo que supone ser tartamudo y tiene que ver con el vacío, la ausencia y el silencio. Así que poner [el rostro de Firth] en comunicación con el espacio negativo fue como conectarlo con la analogía visual de la ausencia», aunque siempre mostró a Rush «rodeado del caos de su ambiente doméstico, [en] su ambiente [...] muy ajetreado» con el fin de «apuntalar lo que vivieron estos dos hombres». Martin Filler elogió la fotografía «de bajo presupuesto» de Cohen y comentó que hizo que todo pareciera «impregnado con té fuerte». Hooper además comentó que la película francesa Seul Contre Tous fue una de sus influencias al «situar los rostros en las paredes».
En otras tomas se ubicó la cámara muy cerca de los actores para mostrar mejor las emociones reflejadas en sus rostros. Cohen dijo al respecto: «Si pones un objetivo de seis pulgadas [15.24 cm] cerca de la cara de alguien vas a conseguir más expresividad que si usas uno más amplio a veinte pies de distancia». Hooper quiso captar las sutilezas al filmar la escena de la primera sesión con Logue y colocó la cámara a 18 pulgadas (45.72 cm) del rostro de Firth. Afirmó además: «Quise que los nervios del primer día se noten bien en su interpretación». Según Jean Oppenheimer, los dramas históricos tienden a usar «luz suave», pero el director quería utilizar un resplandor más intenso con el fin de darle a la historia un toque de actualidad y mayor repercusión emotiva. Para lograr el efecto, el equipo de iluminación levantó enormes tiendas de campaña sobre los edificios georgianos y utilizó grandes lámparas cubiertas con algodón egipcio para filtrar la luz.

## Fidelidad histórica

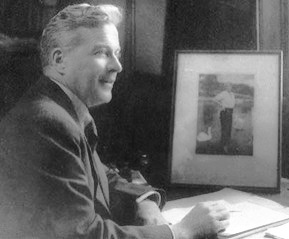
Lionel Logue en Londres c. 1930

Según Cathy Schultz, profesora de historia de la Universidad de St. Francis, los cineastas ajustaron la cronología de algunos hechos para reducirlos a unos pocos años. El duque de York en realidad comenzó el tratamiento con Logue en octubre de 1926, diez años antes de la crisis de abdicación, y su mejoría se hizo evidente poco tiempo después y no al contrario, como se sugiere en la película. De hecho, el duque y Logue casi no tenían contacto para comienzos de la década de 1930. Suzanne Edgar, autora de la biografía de Logue en el Australian Dictionary of Biography, afirma que «[con voz] resonante y sin tartamudear, [el duque] inauguró el Parlamento australiano en Canberra en 1927»; esto fue apenas siete meses después de que comenzara a trabajar con Logue.
Hugo Vickers, asesor de la filmación, convino en que ocasionalmente fue necesario alterar los datos históricos para preservar la esencia dramática del argumento. Por ejemplo, ningún funcionario de alto rango estaba presente cuando el rey pronunció su discurso después de la declaración de guerra de 1939 y Churchill no estuvo involucrado en ningún grado, «pero el espectador promedio sabe quien es Churchill; no sabe quienes son lord Halifax y lord Hoare».
Robert Logue, nieto de Lionel, manifestó que en algunos hechos la interpretación del logopeda es inexacta y aseguró: «No creo que alguna vez maldijera en presencia del rey y ciertamente nunca lo llamó “Bertie”». El historiador inglés Andrew Roberts sostuvo que para aumentar el efecto dramático se exageró la severidad del tartamudeo del monarca y los personajes de Eduardo VIII, Wallis Simpson y Jorge V se mostraron más hostiles de lo que realmente eran.
Christopher Hitchens e Isaac Chotiner refutaron la representación que se hizo en la película del papel que Winston Churchill desempeñó en la crisis de abdicación. Es una opinión muy frecuente entre los especialistas que Churchill alentó a Eduardo VIII para que resistiera la presión a abdicar, mientras que en la cinta se lo representa como un enérgico partidario del príncipe Alberto que no se oponía a la abdicación. Hitchens atribuye este tratamiento al «culto» que rodea al legado de Churchill y sostiene que El discurso del rey «perpetra una burda falsificación de la historia». También criticaron la película por no denunciar la política de apaciguamiento característica de la época. Mientras que el filme nunca menciona directamente el tema, Hitchens y Chotiner argumentan que da a entender que Jorge VI estaba en contra del apaciguamiento, especialmente en la escena final, que muestra a «Churchill y al rey en el palacio de Buckingham con un discurso de unidad y resistencia listo para emitirse». Lejos de distanciarse de la política de apaciguamiento de Neville Chamberlain, el monarca envió un coche al aeropuerto de Heston para recogerlo cuando regresó de firmar con Hitler los acuerdos de Múnich en septiembre de 1938; una escolta real invitó al primer ministro a presentarse en el palacio de Buckingham y le entregó una misiva del rey que decía: «Esta carta es para dar la más cálida de las bienvenidas a quien, por su paciencia y determinación, ha ganado la gratitud duradera de sus compatriotas a través del Imperio». Más tarde, el rey y Chamberlain aparecieron en el balcón del palacio y fueron aclamados por la multitud. Por esta causa el historiador Stephen Runciman escribió que, al actuar como lo hizo para avalar la política exterior de Chamberlain, Jorge VI perpetró «el mayor error constitucional cometido por cualquier soberano en este siglo [refiriéndose al siglo xx]». The Guardian criticó que la cinta presentó a Stanley Baldwin como que dimitió debido a su negativa a ordenar el rearme británico, mientras que en realidad renunció como «un héroe nacional, agotado por más de una década en la cima».
Martin Filler reconoce que la película utilizó legítimamente la licencia artística para darle validez a ciertos momentos dramáticos, como en la escena probablemente imaginaria donde Jorge V da lecciones a su hijo sobre la importancia de la radiodifusión. Filler advierte que Jorge VI no habría tolerado que Logue se dirigiera a él de forma coloquial y que seguramente hubiera entendido un noticiario documental que mostrara a Hitler hablando en alemán, ya que su familia era de origen germano. También señala que otro punto importante es que el rey y su esposa en realidad recelaban de Churchill, debido a que este último apoyó a Eduardo VIII durante la crisis de abdicación, y que este se ganó su simpatía con el tiempo, gracias «a su adoración por la monarquía y la adulación descarada».
Con respecto a la escena final en el balcón del palacio de Buckingham, Andrew Roberts escribió: «La escena es bastante absurda desde el punto de vista histórico, [dado que] Neville Chamberlain y Winston Churchill no estaban presentes y no hubo multitudes vitoreando fuera del palacio de Buckingham». En general, Roberts elogió la cinta como una representación empática del «heroísmo tranquilo, modesto» del rey y declaró que «las representaciones de Firth y Bonham Carter son simpáticas y agudas, y las ocasionales insensateces fácticas de la película no les restan mérito».
El escritor Daniel Mandel afirmó que si bien El discurso del rey da cuenta de una parte de la vida privada de Jorge VI y no tiene el compromiso de detallar los eventos históricos que la rodean, sí tiene la obligación de brindar un «trasfondo que sea veraz, no deliberadamente falsificado». Señaló además que, a su juicio, «reescribir la historia, hace mayor perjuicio a la verdad y al conocimiento público, que un libro cuyo contenido sea tendencioso».

## Estreno

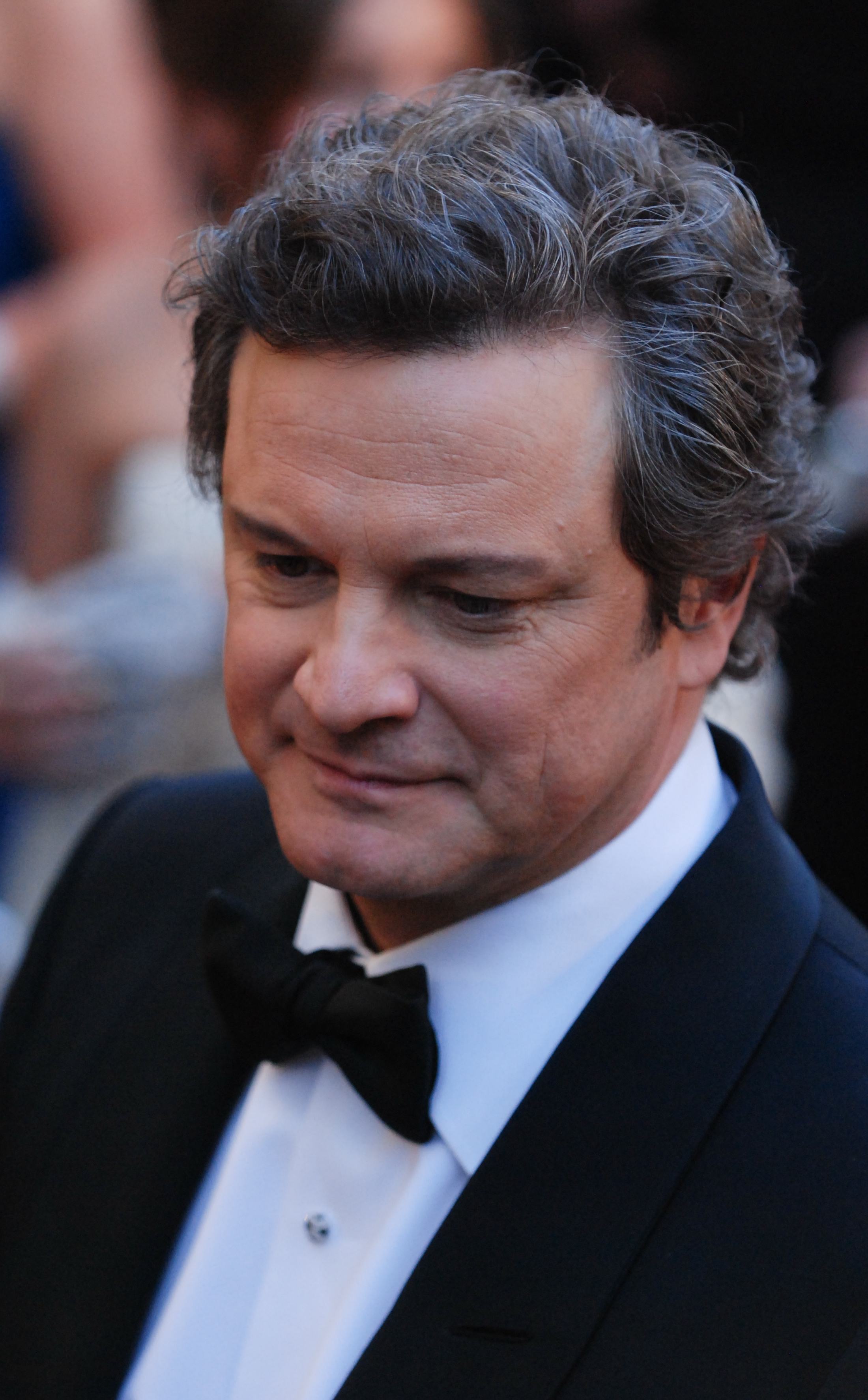
La interpretación de Colin Firth ganó un Globo de Oro y otro BAFTA, pese a que el actor había sido la tercera opción para dicho papel.

El estreno mundial de la película fue el 6 de septiembre de 2010 en el Telluride Film Festival de los Estados Unidos, después de su exhibición el crítico Tim Apello la calificó como «un potencial imán de Óscares». También figuró en el Festival Internacional de Cine de Toronto de 2010, que coincidió con el cumpleaños cincuenta de Firth; allí tuvo una buena recepción, además de recibir el premio del público. El póster utilizado para el estreno se rediseñó para mostrar un primer plano del mentón de Firth cerca de un micrófono, luego que Hooper consideró que la versión anterior era «un desastre». Appelo opinó que el original, una fotografía que mostraba a los tres protagonistas, era «escandalosamente feo», a diferencia del nuevo que «realmente vale la pena».
Transmission distribuyó la película en Australia y Momentum Pictures en el Reino Unido; mientras que The Weinstein Company lo hizo en Estados Unidos, Alemania, Benelux, Escandinavia, China, Hong Kong y Latinoamérica; y DeAPlaneta en España. En Francia se estrenó el 2 de febrero de 2011 bajo el título Le discours d'un roi y su distribución estuvo a cargo de Wild Bunch Distribution.
Momentum Pictures, poseedora de los derechos para transmitir la película por televisión en el Reino Unido, llegó a un trato con Channel 4 para estrenar la película el 4 de marzo de 2013. Asimismo, el canal español Antena 3 estrenó la película en «El peliculón» el 8 de septiembre de 2013 a las 22:10 en horario local. En total, tuvo un 16.6 % de cuota de pantalla y atrajo a 2 746 000 televidentes, según el diario El País.

### Controversia sobre la clasificación
Originalmente, la British Board of Film Classification consideró que la película era apta solamente para mayores de quince debido a las escenas donde Logue invita al rey a gritar palabrotas para aliviar el estrés. En el London Film Festival, Hooper criticó la decisión y se preguntó cómo el organismo podría clasificarla de esta manera, si Salt (2010) o Casino Royale (2006) eran aptas para mayores de doce años con sus escenas de tortura explícita. Finalmente, la BBFC la clasificó como solo apta para mayores de doce años en compañía de un adulto. Hooper realizó el mismo planteo ante la Asociación Cinematográfica de Estados Unidos, que había calificado su trabajo con una «R» —restricted— para evitar que ningún menor de diecisiete años fuera a ver la película sin un adulto. En su reseña del filme, Roger Ebert criticó la clasificación «R», que consideró «verdaderamente inexplicable» y mencionó que «es una película excelente para los adolescentes».
En enero de 2011, Harvey Weinstein, productor ejecutivo y distribuidor de la cinta, afirmó que estaba considerando reeditar la película para quitar algunos insultos, para que de esta manera reciba una clasificación menos restrictiva y pueda llegar a un público más vasto. Sin embargo, Hooper se negó, aunque estuvo de acuerdo en tapar algunas palabras con pitidos. Helena Bonham Carter defendió la película y comentó: «No es violenta, está llena de humanidad e ingenio; es para personas no solo con problemas en el habla, sino para quienes no confían en sí mismos». Tras ganar su Óscar, Firth mencionó que no estaba a favor de reeditar El discurso del rey; al respecto, afirmó: «No me tomo en broma el tema [del lenguaje soez], pero en el contexto de esta película no puede ser más constructivo, más apropiado. No es [algo] violento, no es un insulto y no está en un contexto donde pueda ofender a nadie». En los Estados Unidos se elaboró una versión alternativa en la que se silenciaron algunas palabras; recibió la clasificación de solo apta para mayores de trece y se estrenó el 1 de abril de 2011.

## Recepción

### Comercial
El discurso del rey fue la película con mayor nivel de ingresos en su fin de semana de estreno en el Reino Unido e Irlanda; recaudó 3 520 000 libras esterlinas en 395 salas de cine. The Guardian afirmó que fue una de las mejores acogidas que pudieran recordarse y la comparó con Slumdog Millionaire (2008), que, dos años antes, ingresó 1.69 millones menos. Continuó con unas «impresionantes tres semanas» en la cima de la taquilla del Reino Unido y obtuvo más de tres millones de libras en cuatro fines de semana consecutivos, fue la primera cinta en lograr esos ingresos desde Toy Story 3 (2010). Cinco semanas después del estreno se convirtió en la película británica independiente más exitosa de todos los tiempos.
En los Estados Unidos el filme se estrenó y generó ingresos de 355 450 dólares en cuatro salas de cine; con lo cual consiguió el récord de mayor ingreso bruto por sala de 2010. Para´el día de Navidad ya se exhibía en 700 salas y para el 14 de enero de 2011, en 1543. Finalmente, tuvo una recaudación global de 138 millones de dólares.
En Australia obtuvo 6 281 686 dólares australianos en las primeras dos semanas, según cifras recogidas por la Asociación de distribuidores de películas de Australia. El director ejecutivo de Palace Cinemas, Benjamin Zeccola, dijo que los comentarios del público sobre la cinta fueron impresionantes: «Es nuestro número 1 para toda la temporada, a lo largo de todo el país. [...] Creo que es más exitosa que Slumdog Millionaire y más inspiradora. Es un buen ejemplo de una película que empezó en los cines independientes y luego se extendió a los cines principales».
España, México y Argentina fueron los países de habla hispana donde El discurso del rey alcanzó mayores ingresos. En España consiguió 523 481 dólares en el fin de semana de estreno, mientras que en México obtuvo 412 639 y en Argentina 356 021. La recaudación global fue de 15.8, 4 y 2.6 millones de dólares respectivamente.
El filme recaudó en taquilla más de 400 millones de dólares a nivel internacional. Se estima que solamente la versión de cine de la cinta obtuvo la cantidad de 40 millones de dólares de beneficio neto, aproximadamente el 20 % de esta cantidad se dividió entre Geoffrey Rush (como productor ejecutivo), Tom Hooper y Colin Firth, que recibieron sus primas antes que las otras partes interesadas. El saldo restante se dividió igualmente entre los productores y los inversionistas. El UK Film Council invirtió en la filmación 1.6 millones de dólares procedentes de fondos públicos de la lotería del Reino Unido. En marzo de 2011, Variety estimó que el beneficio pudo haber sido entre diez y quince veces mayor. La fusión del consejo con el British Film Institute significó que las ganancias fueron directamente a esa institución.

### Crítica
En general, El discurso del rey recibió elogios de la crítica. Rotten Tomatoes le dio una puntuación de 94 % basada en los comentarios de 235 críticos; su calificación se promedió como 8.6/10. El sitio resumió el consenso crítico con el comentario: «Colin Firth tiene una magistral actuación en El discurso del rey, un drama de época predecible, pero elegantemente producido y entusiasta». Metacritic dio al filme una puntuación ponderada de 88/100, basada en 41 críticas, lo que hizo que se la calificara como «universalmente aclamada». La revista Empire le otorgó cinco estrellas de cinco y comentó: «Estarás perdido para las palabras». Lisa Kennedy de The Denver Post le concedió un sobresaliente a la cinta por su «elegante realización y su elocuencia emocional», escribió: «Es un drama inteligente y ganador, apto para un rey –y para el resto de nosotros». Roger Ebert del Chicago Sun-Times la calificó con cuatro estrellas de cuatro y comentó: «lo que tenemos aquí es un drama histórico superior y un [drama] personal poderoso». Peter Bradshaw de The Guardian le dio cuatro estrellas de cinco e indicó: «La producción rica, agradable y generosa de la película de Tom Hooper [...] tiene la sólida confianza de complacer a las multitudes».
Manohla Dargis, que en general se mostró ambivalente hacia la cinta, consideró las actuaciones principales como uno de sus mayores atractivos. Escribió: «Con su presencia, su atractivo y su impecable profesionalismo el señor Firth y el señor Rush dan la talla con su actuación, parpadeando y gruñendo mientras se tantean con precaución antes de instalarse en el giro terapéutico de las cosas y, sin saberlo, prepararse para el gran discurso que en parte le da su título a la película». Richard Corliss de la revista Time calificó la actuación de Colin Firth como una de las diez mejores actuaciones de cine de 2010. The Daily Telegraph calificó la interpretación de Eduardo VIII de Guy Pearce de «formidable [...] con glamour, carisma y entrega absolutas». Empire dijo que Pearce representó bien su papel «como un flash harry lo suficientemente duro para perder una nación a cambio de una esposa». Según The New York Times, Pearce fue capaz de crear «una maraña de escabrosas complicaciones en solo unas pocas y breves escenas». Hooper elogió al actor en el comentario del DVD y aeguró que «pescó» el acento real de la década de 1930.
La British Stammering Association acogió con satisfacción el estreno y felicitó a los cineastas por su «representación realista de la frustración y el miedo de hablar que enfrentan diariamente las personas que tartamudean». Afirmaron que «la caracterización del tartamudeo del rey de Colin Firth, en particular, nos parece muy auténtica y exacta». El Royal College of Speech and Language Therapists dio la bienvenida a la película y lanzó la campaña «Giving Voice» alrededor de las fechas del estreno comercial.
Allociné, una página web francesa de cine, dio a la cinta un promedio de cuatro de cinco estrellas, basada en una evaluación de 21 críticas. Le Monde afirmó que la película era «la última manifestación del narcisismo británico» y la resumió como «somos feos y aburridos, pero, ¡por Júpiter!, ¡tenemos la razón!»; sin embargo, admiró las actuaciones de Firth, Rush y Bonham Carter y declaró que el filme resultó placentero a pesar de que barrió el apaciguamiento británico por debajo de la alfombra.
Sergi Sánchez del diario La Razón escribió: «En las entrañas de El discurso del rey duerme una película muy estimulante [...] que explica, desgraciadamente muy de refilón, el papel que tuvo [la monarquía británica] en una década convulsa, amenazada por el implacable avance del nacionalsocialismo». A su vez, Salvador Llopart de La Vanguardia, afirmó: «La película de Tom Hooper es, ante todo, una recreación crítica de una época, y también una mirada tierna a un personaje entrañable, [...] maravillosamente interpretado por Colin Firth».
Ignacio Andrés Amarillo y Pablo O. Scholz de los periódicos argentinos El Litoral y Clarín calificaron la cinta como «muy buena» y destacaron las actuaciones. Amarillo afirmó que las interpretaciones actorales eran «uno de los puntos fuertes de la película» y destacó la participación de Firth, Rush y Bonham Carter. Scholz dijo también que la actuación de Firth fue «soberbia» y que el filme era un «trabajo de orfebre». El Colegio de Fonoaudiólogos de Buenos Aires y la Asociación Argentina de Tartamudez afirmaron que el impacto de la película fue tal, que incrementó la cantidad de consultas de personas con tartamudez. Por parte del colegio elogiaron en particular el trato respetuoso que se le dio al tema y la interpretación de Firth: «El padecer de una persona con esta alteración está muy bien transmitido desde la actuación del personaje, con todas las barreras que trata de sobrellevar y enfrentar».
En la revista mexicana Siempre!, el periodista y escritor Mario Saavedra comentó: «El discurso del rey muestra los mejores atributos de una escuela fílmica muy bien definida, que entre sus más representativos méritos reconoce la limpieza narrativa, la hechura de un guion de maqueta cuidadosamente calibrado, el empleo meticuloso de los más diversos recursos técnicos y una impecable puesta en escena redimensionada por un sólido casting compuesto por extraordinarios intérpretes». Saavedra afirmó también que el guion se distingue por enfocarse en la «lucha interior» del personaje y no en los eventos históricos.
Isabel II, monarca reinante de los dominios de la Mancomunidad de Naciones e hija del rey Jorge VI, recibió dos copias de la cinta antes de la Navidad de 2010. El periódico The Sun informó que la reina vio la película en una proyección privada en Sandringham House. Una fuente de palacio describió su reacción como: «[Se] conmovió con una enternecedora representación de su padre». Seidler comentó que esta información era «el más alto honor» que podría recibir El discurso del rey.

### Premios y nominaciones

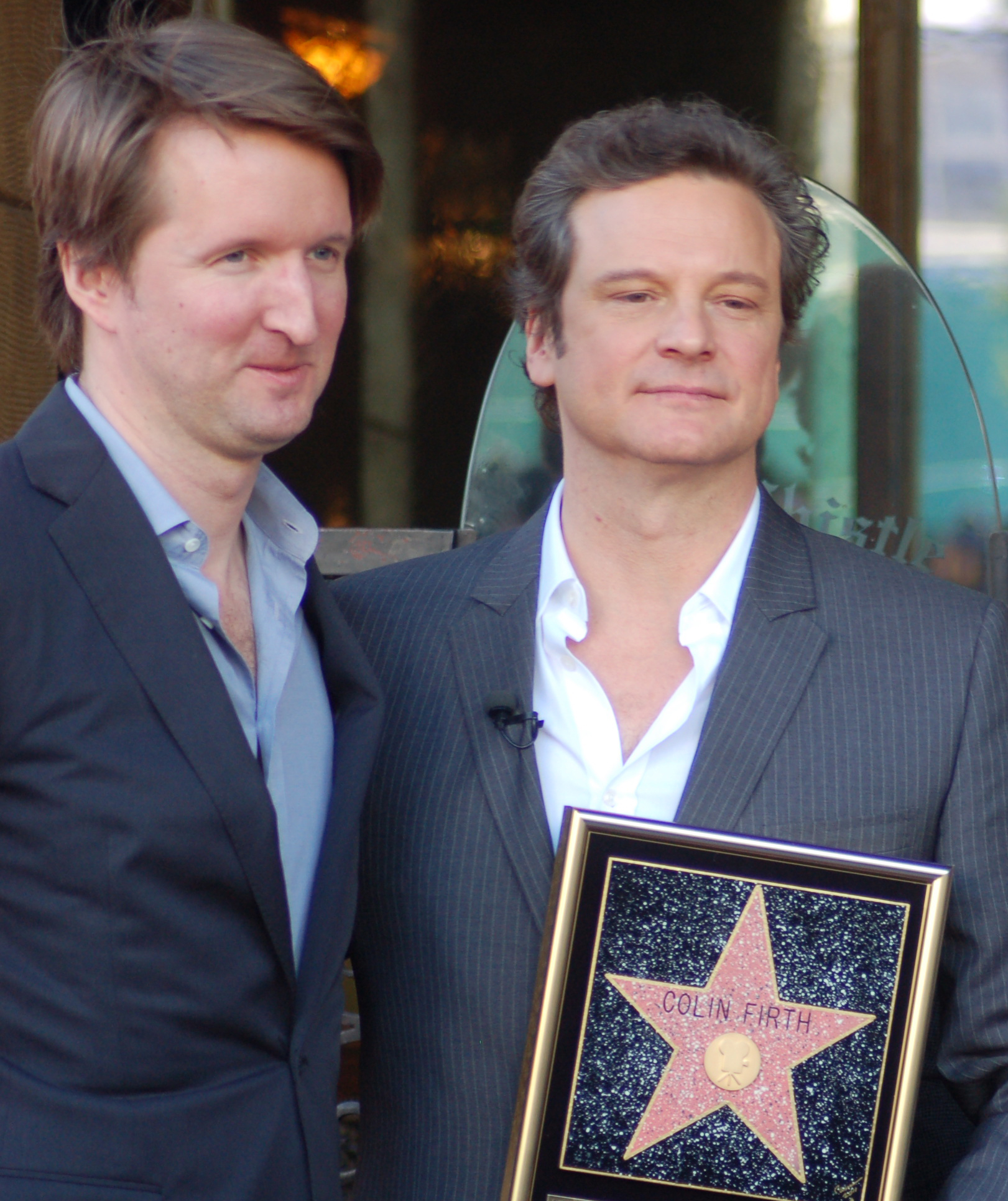
Hooper y Firth en enero de 2011. Cada uno recibió múltiples nominaciones por su trabajo.

En la 83.ª entrega de los premios Óscar, El discurso del rey obtuvo el premio a la mejor película, al mejor director (Hooper), al mejor actor (Firth) y al mejor guion original (Seidler). Recibió doce nominaciones al Óscar, más que ninguna otra cinta en ese año. Además de las cuatro categorías en que ganó, tuvo nominaciones para mejor fotografía (Danny Cohen), mejor montaje (Tariq Anwar), mejor sonido (Paul Hamblin, Martin Jensen y John Midgley), mejor banda sonora (Alexandre Desplat), dos para los actores de reparto (Bonham Carter y Rush), así como dos para su puesta en escena: dirección artística (Eve Stewart y Judy Farr) y diseño de vestuario (Jenny Beavan).
En la 64.ª entrega de los premios BAFTA, obtuvo siete reconocimientos: mejor película, película británica excepcional, mejor actor (Firth), mejor actor de reparto (Rush), mejor actriz de reparto (Bonham Carter), mejor guion original (Seidler) y mejor música (Alexandre Desplat). En total recibió catorce nominaciones al BAFTA, más que cualquier otra cinta. En la 68.ª edición de los premios Globo de Oro, Firth ganó como mejor actor; a pesar de ser la película con más nominaciones —siete—, no le otorgaron ningún otro galardón.
En la 17.ª entrega de los premios del Sindicato de Actores, Firth ganó el reconocimiento al mejor actor y el elenco completo recibió el galardón al mejor reparto, por lo que Firth se llevó dos premios de actuación en una tarde. Hooper obtuvo el premio del Sindicato de Directores de Estados Unidos al mejor director de 2010. El discurso del rey ganó el premio Darryl F. Zanuck a mejor película de 2010 en la entrega de premios del Sindicato de Productores de Estados Unidos.
La cinta también ganó el Premio del Público del Festival Internacional de Cine de Toronto de 2010; el galardón de la British Independent Film a mejor película independiente británica de 2010, y el Premio Goya a mejor película europea.